# Mr.ボーイ
『Mr.ボーイ』（ミスターボーイ）は、山本貴嗣による日本の漫画作品。『Weekly漫画アクション』（双葉社）にて2001年4月10日号から2002年7月16日号までシリーズ連載されたのち、『メンズアクション』（同）にて2002年7月号から2002年9月号まで、『メンズキャラクター』（同）にて2002年10月号から2003年2月号まで連載された。全35話。単行本は双葉社のアクションコミックスから全4巻。

## 概要
同時期に連載した『弾』、『紅壁虎』と同系の、近未来を舞台にした刑事モノ。ドラッグ及び銃器が溢れる社会に対抗する刑事、潜入囮捜査官（en:Undercover）・坊翔太郎を描く。『不夜城』『夢の掟』の影響でモノローグが多用されているのが特徴。ただし、全般的にシリアス成分は少なく、コメディ色が強い。
当初は『弾』とのコラボレーションも構想にあったが、諸事情により断念した。作中の舞台は初期は「K県警」となっていたが、連載途中に「神無河(かながわ)県警」に切り替わった。

## 主な登場人物
坊翔太郎（ぼう しょうたろう）
神無河県警中央署の刑事、潜入囮捜査官。あだ名は「ボーイ」。4人姉弟（姉が3人）の末っ子。小柄で華奢、中性的な風貌をしていることもあり、時には少年として、時にはウィッグ、シリコンパッドを着用し、女装して囮捜査に臨む。少年時の偽名は土方太郎（ひじかた たろう）、女装時の偽名は土方翔子（ひじかた しょうこ）他、多数あり。その風貌のせいか、大半の男の同僚からは好かれていない（バカにされている）。肝臓の処理能力が高く、酒や麻酔・ドラッグの類がすぐ抜ける。
長姉・弓身（ゆみ）から手加減無用のストリート技を学んでおり、自作の流星錘（皮袋の小銭入れに擬装、別名「流星コイン錘」）を愛用。
西条五十六（さいじょう いそろく）
坊と同期の刑事、潜入囮捜査官。ボーイとは高校時代からの親友であだ名は「イソ」。長めのオールバックを襟足で括っているなど、一見するとさわやか系のチャラ男だが、根は真面目。ボーイのバックアップを務めるが、本人も無自覚な感情を抱いている節がある。
海水浴場を舞台としたエピソードではライフセーバーの「磯（いそ）」と名乗り、真っ黒に日焼けした姿は「パチモンセガール」と呼ばれた。「笑（えみ）」という結婚間近の恋人がいて彼女からは「ろっクン」と呼ばれている。
課長
本名は不明。特別潜入捜査課（通称・特潜課）の責任者。常に飄々としている大人物。昇進する前の刑事時代から近辺では知られているようで、幼少期のチエが家族と共にチンピラに絡まれている所を助け、その上で家族を守ろうとした父親を立てる発言をした。
高村（たかむら）
特潜課のメンバーで警部補。ボーイを嫌っている署員の代表。柔道の県大会優勝経験もあり。やる気は高いが、強面過ぎて出来る仕事が限定されるほか、デリカシーに欠ける発言も多い。ちなみにカナヅチ。
泉（いずみ）
特潜課のメンバー。でっぷりと肥えた体に趣味はPCとAV観賞と言うオタク趣味全開の男。監視カメラの設置や小道具の手配など裏方も務める。武道の経験者で腕っ節も強く、そのこともあって意外とモテるらしい。ボーイの女装を見たり捜査中の接触で昂ぶった下半身を鎮めようと、よく「三戦」をしている。
舞良（まいら）
坊の後輩の女刑事、潜入囮捜査官。女装時の坊よりスタイルが悪い事にコンプレックスを抱いているが、ボーイのような人が危険な任務に就く必要がある現実にも悩んでおり、手助けできる際には意外な行動力も発揮される。
凪澤チエ（なぎさわ チエ）
広磯署から出向してきた新米の女刑事。髪型はヤワラちゃんだが、柔道は下手。射撃の腕も悪く、複数回新人研修を受け直している。なぜ彼女の様な人材が派遣されたかと言えば、潜入捜査に否定的な広磯署署長の体の言い「厄介払い（署員を研修に出しましたと言う言い訳）」だったから。
幼く見られることにコンプレックスを抱いているが実は巨乳であり、学生時から様々なハラスメントを受けていた。それが逆の意味でもコンプレックスになっており、普段は押さえつけるタイプのブラで隠している。
城恵理子（じょう えりす、ジョー）
神無川県警立浜署の女刑事、潜入囮捜査官。偽名アリス。南国生まれで寒さに弱い。
日本国内の闇市場で、銃器本体の数に比して慢性的な「銃弾不足（下手をすると銃本体より弾の方が高い）」に着目し消耗品である弾薬の仕入れルートを増やした銃器密売組織の内偵中に正体が露見。山中で処分されかかった所を逃げ出した最中、救援要請を請けたボーイと遭遇する。
蛇穴（さらぎ）
広域暴力団禍汁組幹部の秘書（「外注」の保安業務担当）。組内部の相次ぐ情報流出にスパイがいるものと確信し、自白剤「解心水（マインド・ベンダー）」を片手にスパイ狩りをしている。特殊警棒を愛用。
「毒蛇のサラギ」の異名を持つ男装の麗人で、ボーイも引き分けに持ち込むまで「女」とは気付かなかった。
ベル・ブリットメイン
「弾丸狂」の異名を持つ女殺し屋。裏社会の某組織 に属して保安業務を担当している。ボーイとはお互い「仕事中」に遭遇、それ以来好意を寄せておりバレンタインデーにもチョコを贈っていた。
吉良兵輔（きら ひょうすけ）
ボーイ同様に変装や偽装で敵組織のスパイや警察の潜入囮捜査官を見つけ出しては始末する「ハンターキラー」の異名を持つ殺し屋。かつてある組織に捕らわれた際に報復として去勢され、それを機に女と見分けが付かないまでに整形を繰り返している。潜入したボーイに傷を負わせるが、その際の反撃で付けられた傷を根に持って病院で騒ぎを起こす。すったもんだの末にボロボロの状態で蛇穴に確保され、拷問同然の治療を受ける。